# أتيلا سالاي
أتيلا سالاي (بالمجرية: Szalai Attila)‏ (20 يناير 1998 ببودابست في المجر - ) هو لاعب كرة قدم مجري في مركز الوسط. لعب مع رابيد فيينا.

## وصلات خارجية
- أتيلا سالاي على موقع الاتحاد الدولي (مؤرشف)  (الإنجليزية)
- أتيلا سالاي على موقع الاتحاد الأوربي (الإنجليزية)
- أتيلا سالاي على موقع اتحاد المجر (الهنغارية)
- أتيلا سالاي على موقع اتحاد تركيا (لاعب) (الإنجليزية)
- أتيلا سالاي على موقع قاعدة بيانات كرة القدم.إي يو (الإنجليزية)
- أتيلا سالاي على موقع ناشيونال فوتبول تيمز (الإنجليزية)
- أتيلا سالاي على موقع Soccerway.com (الإنجليزية)
- أتيلا سالاي على موقع عالم كرة القدم.نت (الإنجليزية)